# 開放政府
開放政府（英語：Open government），是種治理學說，主張公民有权取得政府文件、參與行政程序，以进行有效的公共监督。 廣義上，反对政府以国家利益為由拒絕共享文件及廣泛濫用國家機密。开放政府的主張可以追溯到欧洲啟蒙時代，当时哲学家们辩论了如何洽當地打造初生的民主社会。開放政府也漸成為民主改革理念一環。 例如，联合国可持续发展目标16（SDG16），提倡公众获取信息，以此作为标准，建立有效、當責且包容的制度。 

## 要件
開放政府的概念範圍很廣，但通常與政府透明度和問責制有關。瑞典哥德堡大學政府質量研究所釋出的一種定義將政府開放性限制在政府釋出的資訊上，或者限制公民可以請求和接收尚未釋出的資訊的程度。  Harlan Yu和David G. Robinson在他們的論文“開放政府的新歧義”中指定了開放資料和開放政府之間的區別。他們根據服務提供和公共問責制來定義開放的政府。他們認為，可以使用技術來促進資訊公開，但是使用開放資料技術並不一定等同於問責制。 
经济合作与发展组织（OECD）通过以下类别来处理开放政府：整个政府协调，公民参与和信息获取，预算透明，廉正和反腐败，技术使用和地方发展。 

## 历史
“开放政府”一词起源于第二次世界大战后的美国。华莱士·帕克斯（Wallace Parks）曾任职於美国国会设立的政府信息小组委员会，他在1957年的文章“开放的政府原则：根据宪法适用知情权”中引入了该术语。此后以及1966年《信息自由法》 （FOIA）通过之后，联邦法院开始使用该术语作为政府透明度的代名词。 
儘管這是首次引入“開放政府”的概念，但政府的透明度和問責制可以追溯到公元前五世紀的雅典古希臘，那裡的不同法律機構都對官員的行為進行了規範，併為公民表達意見提供了一條途徑。他們對他們的不滿。一個這樣的機構，即euthyna，使官員們達到了“直率”的標準，並強迫他們在公民大會面前就他們當年所做的一切作出交代。 
在最近的历史中，关于政府应接受公众审查并易于受到舆论欢迎的思想可以追溯到启蒙运动时期，当时许多哲学家都在抨击专制主义的国家机密主义。  正式立法机关的通过也可以追溯到瑞典（当时包括芬兰作为瑞典管辖的领土），当时自由新闻立法是其宪法的一部分（《新闻自由法》，1766年）。 
受启蒙思想的影响，美国（1776年）和法国（1789年）的革命在宪法条款中规定了公共预算会计和新闻自由的规定和要求。在19世纪，梅特涅式的政治家企图退回这些措施遭到了许多知名的自由派政治家和作家的强烈反对，其中包括杰里米·边沁（ 约翰·斯图尔特·密尔和阿克顿男爵。
公開政府被公認為是當代民主實踐的關鍵標誌，通常與資訊自由立法的通過有關。斯堪的納維亞國家聲稱通過了第一條資訊自由立法，其現代條款的起源可以追溯到18世紀，芬蘭在1917年獲得獨立後繼續以開放為前提，並於1951年通過了《官方檔案公開法》（由1999年的新立法）。
緊急發展還涉及軟體和機制的日益整合，使公民能夠更直接地參與治理，特別是在立法領域。  有人稱這種現象為電子參與，已被描述為“利用資訊和通訊技術通過使公民能夠相互聯絡並與其當選代表建立聯絡，擴大和加深政治參與”。

## 现行政策
摩洛哥2011年的新宪法概述了政府希望实现的一些目标，以保障公民的知情权。 为了通过透明度和问责制发展政策贷款（DPL）实施这些改革，世界一直在向政府提供支持。这笔贷款是欧洲联盟和非洲开发银行之间更大联合计划的一部分，旨在为试图实施改革的政府提供财政和技术支持。 
截至2010年，肯亞《憲法》第35條規定了公民獲得政府資訊的權利。該條規定：“ 35。（1）每個公民都有權訪問-（a）國家持有的資訊；以及（b）另一人持有的，為行使或保護任何權利或基本自由所必需的資訊。 ..（3）國家應釋出和公佈影響國家的任何重要資訊。”現在，重要的政府資料可通過“肯亞開放資料倡議”免費獲得。  

### 亚洲
菲律宾于2016年通过了《信息自由令》，概述了实践政府透明度和全面公开披露的准则。 菲律宾政府根据2012年《一般拨款法》，要求政府机构在其网站上显示“透明印章”，其中应包含有关机构职能，年度报告，官员，预算和项目的信息。 
印度的知情权运动于2005年制定了RTI法，当时环境运动要求发布有关由于工业化而导致的环境恶化的信息。 东南亚RTI法和其他类似法律的另一催化剂可能是由于多边机构提供援助和贷款以换取更高的透明度或“民主”政策。  

#### 臺灣
1998年开始，臺灣实施其電子化政府计划，颁布一系列法律和行政命令，以实施开放政府政策。2005年，《政府資訊公開法》规定，詳細列出數項政府必須主動公開的資訊，包括预算書、施政计划、合議制機關之會議紀錄及補助等。2011年，推動「政府開放資料」，並於2012年底公布政府開放資料平臺 。2015年2月10日，仿效美國 "We The People" 平台，建置公共政策網路參與平臺 ，提供人民對政策發表意見或是提案的場域。2014年，太陽花運動代表台湾公民愈發重视政府的开放和透明。2020年，國家發展委員會发布白皮书，提出政策目标，探讨如何提高公民参与度，并使用开放数据以提高政府透明度。 
為推動開放政府及爭取加入「開放政府夥伴關係聯盟」（英語：Open Government Partnership，OGP），2020年8月，行政院核定設置「開放政府國家行動方案推動小組」。小組置委員20至26人，政務委員唐鳳獲院長指派兼任召集人。國家發展委員會主任委員龔明鑫及天氣風險管理開發公司總經理彭啓明（由民間委員互推）擔任共同召集人。任務為研商及確認行動方案，與追蹤評估方案執行情形。立法院也有設立類似的「開放國會委員會」。
2020年底，臺灣政府分別通過行政院《臺灣開放政府國家行動方案》與立法院《臺灣開放國會行動方案》，為最高層級的開放政府行動方案。
臺灣開放政府國家行動方案
行政院《開放政府國家行動方案》一開始由政府先行擬定五大範疇，透過公私協力最後擴充為19項「承諾事項」，分別為：
1. 推動資料開放與資訊公開
- 1-1 完備政府資料開放與再利用制度（國家發展委員會）
- 1-2 建立開放資料集平臺，提供加值運用（科技部）
- 1-3 強化數位隱私與個資保護（國家發展委員會）
- 1-4 落實政府資訊公開法之資訊取用權（法務部）
- 1-5 環境領域的資訊揭露（行政院環境保護署）

2. 擴大公共參與機制
- 2-1 全國性公民投票案電子連署（中央選舉委員會）
- 2-2 青年政策參與（教育部）
- 2-3 地方創生互動平臺機制建置（國家發展委員會）
- 2-4 鼓勵勞工籌組工會（勞動部）
- 2-5 將開放政府觀念納入公民與社會課程與教學推動範圍，強化教師增能（教育部）

3. 增加性別及族群包容性對話
- 3-1 促進性別包容對話與參與（行政院性別平等處）
- 3-2 促進新住民公共參與及發展（內政部）
- 3-3 擴大原住民族跨域參與及國際接軌（原住民族委員會）
- 3-4 推動客家議題公共參與（客家委員會）

4. 落實清廉施政
- 4-1 強化政治獻金透明化（內政部）
- 4-2 建置與精進機關採購廉政平臺（法務部）
- 4-3 推動揭弊者保護法立法（法務部）

5. 執行洗錢防制
- 5-1 實質受益人資訊透明（法務部）
- 5-2 執行宗教團體財務透明之相關政策，阻絕洗錢漏洞（內政部）

### 欧洲
在荷兰，巨大的社会动荡和1960年代电视的影响力日渐增长，促使政府更加开放。信息公开立法于1980年通过，自那时以来，重点一直放在衡量政府机构的绩效上。 特别是，荷兰政府采取行动开放政府（开放overheid在actie）计划2016- 2017年，其中概述9个具体承诺，经合组织设置政务公开标准。 
自2018年以来，作为威尔士文凭的一部分，威尔士政府在威尔士州资助了中学Wikipedia技能的培训，并对所有已发布的视频和其他内容使用了开放许可。

### 北美
2009年，奥巴马总统发布了有关透明度和开放政府的备忘录，并启动了“开放政府倡议” 。在他的备忘录中提出了他的政府通过透明，参与性和协作性政府加强民主的目标。 该倡议的目标是建立透明和合作的政府，以结束华盛顿的秘密，同时通过加强公民与政府官员之间的沟通来提高效力。 第二次世界大战后的1950年代，美国近代历史开始了提高政府透明度的运动，这是因为由于战争期间对全球敌对行动以及对冷战间谍的担心，联邦各部门和机构已开始限制信息的可获得性。机构有权拒绝“出于正当理由”或“出于公共利益”获取信息。这些政策使国会委员会难以访问记录和文件，从而导致探索可能的立法解决方案。 

### 南美洲
自2000年代初以来，透明度一直是智利《反腐败和廉政议程》和《国家现代化议程》的重要组成部分。 2008年，智利通过了《透明度法》，进一步推动了政府的公开改革。 智利发布了2016-18年度开放政府行动计划，作为其开放政府伙伴关系（OGP）成员的一部分。 

## 支持和反对的论点

### 支持開放
政府的透明通常被认为可以产生政府的责任感，支持者认为这导致了政府腐败，贿赂和其他不法行为的减少。 一些评论员认为，开放，透明的政府可以传播信息，这反过来又有助于产生更多的知识和社会进步。 支持透明度政策的组织（例如，经合组织和开放政府伙伴关系）声称，开放政府的改革也可以增加对政府的信任，  尽管有多种证据支持这些主张，但透明度的提高有时会导致对政府的信任度下降。信任政府。     
当人们可以看到某项政策的结果时，公众舆论也可以转移。美国政府有时禁止记者发表士兵棺材的照片， 显然是试图管理情绪反应，这可能会加剧公众对正在进行的战争的批评；但是，许多人认为带有情感色彩的图像可能是有价值的信息。同样，一些反对死刑的反对者认为，应该对死刑进行电视转播，以使公众能够“看到以他们的名义和他们的税金正在做的事情”。 
政府的透明度有利于有效的民主，因为信息可以帮助公民就即将颁布的立法得出有意义的结论，并在下次选举中投票支持他们。 根据卡内基国际和平基金会的说法，公民更多地参与政府与政府透明度有关。 
开放政府的拥护者经常认为，民间社会而不是政府立法是提供更透明管理的最佳途径。他们指出了举报人从政府官僚机构内部举报的作用（像丹尼尔·艾尔斯伯格或Paul van Buitenen这样的人）。他们认为，与立法制衡相比，印刷或电子形式的独立，询问媒体通常更能保证透明度。  
当代的开放政府学说在非政府组织中找到了最强有力的拥护者，他们热衷于反对他们认为政府固有的倾向，即在任何可能的情况下都倾向于保密。在这些非政府组织中，最著名的机构是透明国际或开放社会研究所。他们认为，开放标准对民主社会的持续繁荣与发展至关重要。

### 反对開放
一些批评家认为，政府的优柔寡断，业绩不佳和僵局是政府透明度的风险。 政治评论员戴维·弗鲁姆（David Frum）在2014年写道：“然而，这些改革（透明度改革）并没有产生更多的责任感，而是产生了更多的游说，更多的支出，更多的拖延和更多的犹豫不决。” 杰森·格鲁梅特（Jason Grumet）认为，政府官员在监视他们所做的一切时，无法适当地考虑，合作和妥协。 对463名越南国民议会代表进行的随机对照试验表明，立法程序（例如辩论和查询笔录）的透明度提高，减少了代表们在查询会议中的活动，避免参加可能使越南领导人感到尴尬的活动。政权。 
隐私是另一个问题。公民可能会因政府提供的信息而产生“不良后果，报应或负面影响” 渥太华大学法学教授Teresa Scassa在2014年的一篇文章中概述了三个主要的隐私挑战。首先是难以平衡政府的进一步透明度，同时还要保护个人信息或政府掌握的有关可识别个人的信息的隐私。第二是处理私有部门和公共部门参与者之间的数据保护法规之间的区别，因为政府可能会访问不受严格法律控制的私有公司收集的信息。第三是“大数据”的发布，它可能显得匿名，可以使用复杂的算法将其重新连接到特定的个人。 
通常必须秘密进行情报收集，尤其是识别暴力威胁（无论是国内还是国外）。弗鲁姆（Frum）在2014年写道：“驱使各国收集信息的同样紧迫的要求也要求它们否认这样做。即使不相信这些否认，也很重要。” 
道德观念在很大程度上是倡导透明性的，但是许多学者质疑我们是否有可能拥有这种观念。他们还强调了透明度如何可以支持某些新自由主义的命令。 

## 技术与开放政府
政府和组织正在使用新技术作为增加透明度的工具。例子包括使用开放数据平台在线发布信息以及开放源代码治理理论。
开放政府数据（OGD），一个专门指政府数据集的公开发布的术语， 通常可通过data.gov.uk或www.data.gov等在线平台获得。 OGD的支持者认为，与政府机构有关的易于访问的数据可以使公民进一步参与政治机构。  OGD原则要求数据是完整的，主要的，及时的，可访问的，可机器处理的，非歧视性的，非专有的且无许可证的。 
公共和私营部门平台为公民提供了参与的渠道，同时提供了人们期望获得的透明信息的访问权限。许多组织已经在努力整合资源，以使公民能够获得政府（地方，州和联邦）的预算支出，刺激性支出，游说者支出，立法跟踪等等。 

## 組織機構
- 開放政府夥伴關係聯盟（OGP）是于2011年成立的组织，其目的是允许国内改革者使自己的政府在世界范围内更加开放，负责并响应公民。自2011年以来，OGP现已发展到77个参与国，这些国家的政府和公民社会共同努力制定和实施开放的政府改革。 [57]
- 《全民守则》是一个由无党派，非赢利性组织组成的国际网络，他们相信技术为公民带来了新的机会，可以在政治领域发挥更重要的作用，并对其社区产生积极影响。这些组织依靠技术来提高政府的透明度并吸引公民参与。 [58]
- 阳光基金会（Sunlight Foundation）是一个非营利性，无党派组织，成立于2006年，使用公民技术，开放数据和政策分析来使来自政府和政治的信息对所有人更透明。他们的最终愿景是增加民主参与并实现政治资金流量的变化以及谁可以影响政府。尽管他们的工作开始时只专注于美国国会，但现在他们的工作已影响到地方，州，联邦和国际各级。 [59]
- 英国的开放政府先锋组织是公民社会领导的倡议的一个例子，该倡议使用开源方法来支持公民，而公民社会组织则使用开放政府作为确保实现可持续发展目标的一种方式。它使用开放维基来计划整个英国本国的开放政府公民社会运动的发展。 [60]
- OpenSpending旨在构建和使用开源工具和数据集来收集和分析世界各地政府的金融交易。 [61] [62]

## 扩展阅读
- Fountain, Jane E., , Washington, D.C: Brookings Institution Press, 2001
- Noveck, Beth Simone, , Washington, D.C: Brookings Institution Press, 2009, ISBN 9780815702757, OL 23153089M9780815702757
- Nath, Jay. . National Civic Review. 2011, 100 (3): 19–23. doi:10.1002/ncr.20070.
- McClean, Tom. . American Political Science Association 2011 Annual Meeting Paper. 2011. SSRN 1899790 .
- Manatt, April. . New America Foundation. 2011  [2012-06-06]. （原始内容存档于2012-07-25）.
- Freeland, C. . New York Times. August 18, 2011  [2021-05-28]. （原始内容存档于2018-11-23）.
- Bernd W.Wirtz和Steven Birkmeyer（2015）：开放政府：起源，发展和概念观点，载于：《国际公共行政杂志》第38卷，第5期，2015年。 （页面存档备份，存于）